# تلة غنغاه (مقاطعة فومن)
تلة غنغاه (بالفارسية: تله گنگاه) هي قرية تقع في قسم غوراببس الريفي في إيران. يقدر عدد سكانها بـ 116 نسمة بحسب إحصاء 2016.